# Lygaeospilus pusio
Lygaeospilus pusio är en insektsart som först beskrevs av Carl Stål 1874.  Lygaeospilus pusio ingår i släktet Lygaeospilus och familjen fröskinnbaggar. Inga underarter finns listade i Catalogue of Life.